# Пономарёва, Валентина Андреевна
Валентина Андреевна Пономарёва (Гладкова) (Валя Пономарёва) (1928, село Платава, Конышёвский район, Курская область — 2010, Санкт-Петербург) — дочь полка, старший сержант, санинструктор 705-го полка 121-й стрелковой дивизии 60-й армии Первого Украинского фронта.

## Биография
Родилась Валентина Пономарёва зимой 1928 года в селе Платава Конышёвского района Курской области.
В годы Великой Отечественной войны двенадцатилетняя девочка добровольцем ушла на фронт. В 1942 году была связной партизанского отряда, участвовала в боях, после одного из боёв была тяжело ранена, лечилась в госпитале. После выздоровления Валя Пономарёва была санинструктором 705-го полка 121-й стрелковой дивизии 60-й армии. Награждена орденом Красной Звезды за смелость и мужество, на поле боя юная девушка Валя Пономарёва вынесла более 164 раненых бойцов и офицеров. Валентина Андреевна участвовала в Курской битве, участник освобождения Украины, Польши, Румынии, Чехословакии. Валя Пономарёва была ранена пять раз, три ранения она получила за 1944 год, в одном из боёв на львовском направлении была тяжело ранена осколком снаряда, потеряла много крови, спас её из-под гусениц фашистского танка Павел Куприн — командир пулемётного взвода 887-го стрелкового полка 211-й стрелковой дивизии, с этим полком в конце Великой Отечественной войны Валентина Пономарёва прошла до Победы.
После окончания Великой Отечественной войны Валентине Пономарёвой было семнадцать лет. Потом жила в Ленинграде, вышла замуж (фамилия в замужестве — Гладкова), работала контролёром в цирке, брошюровщицей в типографии, была бригадиром на фабрике ёлочных игрушек, инструктором лечебных мастерских, вела патриотическую работу среди молодёжи.
Умерла в 2002 году.

## Память
- В родном районе Валентины Андреевны Кашарская школа носит её имя, а в школьном музее этой школы проводятся мероприятия, посвящённые её судьбе.
- В Конышевском краеведческом музее есть информация о подвигах Вали Пономарёвой, а также документы о подвигах Валентины Пономаревой хранятся в медицинском музее в Санкт-Петербурге.
- В курском музее «Юные защитники Родины» посвящена экспозиция Валентине Андреевне Пономарёвой[4].

## Награды
- Орден Красной Звезды;
- Орден Отечественной войны I степени (1985);
- Орден Отечественной войны II степени (1945);
- Медаль «За отвагу» (1944);
- Две благодарности И. В. Сталина.